# Жупанський Олег Іванович
Жупа́нський Оле́г Іва́нович (нар. 22 лютого 1952 року, с. Космач, Богородчанський район, Івано-Франківська область) — український поет, перекладач і видавець. Лауреат Премії імені Рильського. Батько Олексія Жупанського.

## Біографічні дані
Олег Жупанський народився 22 лютого 1952 року в селі Космач Богородчанського району Івано-Франківської області. Закінчив Горлівський державний педагогічний інститут іноземних мов. У 1975–1980 роках працював викладачем німецької та французької мов. З 1980 по 1984 рік був учитель і вихователь у Бучанській школі-інтернаті. Член Національної спілки письменників України з 1992 року. Працював у видавництві «Веселка», журналі «Всесвіт», був головним редактором видавництва «Юніверс». У 2007 році разом із сином Олексієм заснував власне «Видавництво Жупанського», яке спеціалізується на виданнях перекладної художньої літератури та сучасної української прози.
Автор збірок віршів «І відзоветься в мені…», «Розсипаний час». Переклав з французької та німецької мов твори Жака Превера, Альбера Камю, Жана-Поля Сартра, Рене Шара, Філіппа Жаккотте, Жана Жене, Анрі Мішо, Райнера Марії Рільке, Ганса-Магнуса Енценсбергера, Андреаса Окопенка, Андреаса Ґріфіуса та інших. У 2008 році став лауреатом Премії імені Рильського за переклад з французької твору Альбера Камю «Перша людина».

### Поезія
- І відзоветься в мені…, поезії. Київ: Молодь, 1989
- Розсипаний час, поезії. — К. : Юніверс, 1997. — 95 с. — ISBN 5-7372-0072-8

### Переклади
- Казки народів світу. — Київ: Веселка, 1989. 448 с. — С.: 5-244. (разом з іншими перекладачами)
- Жак Превер, Видовище — Київ: Основи, 1993 (переклад більшої частини книжки)
- Рене Шар, Слово-архіпелаг, переклад з французької, упор. Олег Жупанський. — Харків: Фоліо, 1994, 286 с.
- Дені Руссо, Жорж Возей, Благоустрій міста, переклали з французької Олег Жупанський, С. Синиця. — К.: Основи, 1995. — 107 с. — ISBN 5-7707-7044-9
- Двадцять австрійських поетів ХХ сторіччя, переклад з німецької. Упорядкування Олега Жупанського. — Київ: Юніверс, 1998 (разом з іншими перекладачами). 222 с. — ISBN 966-7305-8
- Рене Декарт, Метафізичні розмисли, переклали з французької Олег Жупанський, Зоя Борисюк. — К.: Юніверс, 2000. — 304 с. — (Філософська думка). — ISBN 966-7305-34-1
- Анрі Мішо, Внутрішній простір, упорядник і перекладач із французької Олег Жупанський. — Київ: Юніверс, 2001. — 335 с. — ISBN 966-7305-42-2
- Ґі Бретон, Наполеон та його коханки, переклав з французької Олег Жупанський. — К.: Юніверс, 2002. — 352 с. — (Любовні історії в історії Франції). — ISBN 966-7305-48-1
- Філіп Жаккотте, Поезія 1946—1967, переклав з французької Олег Жупанський. Укр. та фр. мовами. — Київ: Юніверс, 2003. — 175 с.: іл. — ISBN 966-7305-78-3
- Жан Жене, Щоденник злодія, переклав з французької Олег Жупанський. — Київ: Юніверс, 2004. — 304 с. — ISBN 966-8118-05-7
- Альбер Камю, Щаслива смерть; Перша людина: романи. Переклали з французької Григорій Філіпчук, Олег Жупанський. — К.: Юніверс, 2007. — 369 с. — (Бібліотека банку «Хрещатик»). — ISBN 966-8118-30-8
- Поль Елюар, Вибрані вірші. — Київ: Видавництво Жупанського, 2011
- Вибрані переклади. Переклади Олега Жупанського з франкомовної та німецькомовної поезії. — К. : Вид-во Жупанського, 2012. — 190 с. — (Terra Poetica). — ISBN 978-966-2355-24-6
- Антуан де Сент-Екзюпері, Маленький принц. — Київ: А-БА-БА-ГА-ЛА-МА-ГА, 2013, с. 64, ISBN 978-617-585-069-5
- Альбер Камю, Міф про Сізіфа. — «Портфель». — 2015. — 105 с.
- Альбер Камю, П'єси. — Х.: Фоліо, 2019. Переклали Петро Таращук, Олег Жупанський. 220 с. ISBN 978-966-03-8885-7
- Жан-Поль Сартр, Диявол і Господь Бог. — К.: Видавництво Жупанського, 2021. 160 c. ISBN 978-617-7585-25-0
- Альбер Камю, Перша людина. — Х.: Фоліо, 2021. 251 с. ISBN 978-966-03-9412-4
- Альбер Камю, Спід і лице. Шлюбний бенкет. Літо. — Х: Фоліо, 2022. 160 с., ISBN 978-966-03-9965-5. Переклав Олег Жупанський «Весілля в Тіпасі» та «Вітер в Джемілі» з «Шлюбного бенкету»
- Андреас Ґріфіус. Сльози вітчизни. Пер. з німецької Олег Жупанський. — Київ: Видавництво Жупанського, 2023

## Нагороди і відзнаки
- 2008 — Премія імені Максима Рильського
- 2014 — Премія імені Якова Гальчевського у номінації «За видавничу діяльність та популяризацію української книжки»
- 2019 — Премія імені Дмитра Нитченка[1]